# Mouron
Mouron – miejscowość i gmina we Francji, w regionie Grand Est, w departamencie Ardeny.
Według danych na rok 1990 gminę zamieszkiwały 73 osoby, a gęstość zaludnienia wynosiła 11 osób/km².